# Список Героев Социалистического Труда (Мараев — Маяцкий)
Эта страница является частью списка Героев Социалистического Труда и перечисляет в алфавитном порядке лиц, удостоенных звания Героя Социалистического Труда, чьи фамилии начинаются с буквы «М», от Мараев до Маяцкий.
- Список не включает дважды и трижды Героев Социалистического Труда, а также лиц, лишённых этого звания.
- Список содержит информацию о датах жизни, роде деятельности и дате присвоения звания Героя.
- Герои, удостоенные звания посмертно, выделены в списке  серым цветом .
- Герои, сменившие фамилию после присвоения звания, приводятся в списках дважды, при этом строка с новой фамилией выделяется  бежевым цветом  и не имеет номера.

## Список людей, фамилии которых начинаются с «М»
| Навигационная таблица | Навигационная таблица |
| --------------------- | --------------------- |
| «М»                   | Маады — Макушев       |
| «М»                   | Малай — Манякин       |
| «М»                   | Мараев — Маяцкий      |
| «М»                   | Мгеладзе — Мжавия     |
| «М»                   | Мигаев — Мищихин      |
| «М»                   | Мкртычян — Мощенков   |
| «М»                   | Мравинский — Мячин    |

| №          | Фамилия, имя, отчество                  | Даты жизни              | Деятельность | Дата присвоения | ГС         |
| ---------- | --------------------------------------- | ----------------------- | --- | --------------- | ---------- |
| 1          | Мараев Павел Семёнович                  | 17.08.1930 — 10.06.2010 | Звеньевой колхоза «Труженик» Минусинского района Красноярского края | 21.02.1949      | [ ГС 1 ]   |
| 2          | Маразас Винцас-Пятрас Викторович        | род. 1933               | Председатель колхоза «Жельсвяле» Капсукского района Литовской ССР | 12.10.1988      |            |
| 3          | Маран Лина Ивановна                     | род. 12.11.1940         | Доярка колхоза «Красный луч» Тарского района Омской области | 22.03.1966      | [ ГС 2 ]   |
| 4          | Марару Антон Иванович                   | 1900 — ????             | Старший конюх молочного совхоза «Саратский» Министерства совхозов СССР, Саратский район Измаильской области | 22.10.1949      |            |
| 5          | Марахимов Мадамин                       | род. 1928               | Механизатор колхоза «Коммунизм» Янгиюльского района Ташкентской области | 14.12.1972      | [ ГС 3 ]   |
| 6          | Маргаритов Николай Михайлович           | род. 1932               | Бригадир плавильщиков комбината «Североникель» имени В. И. Ленина Министерства цветной металлургии СССР, гор. Мончегорск Мурманской области                                                                                      | 10.03.1976      | [ ГС 4 ]   |
| 7          | Мардалеишвили Михаил Лукич              | 1907 — ????             | Заведующий районным отделом сельского хозяйства Кварельского района Грузинской ССР | 19.04.1951      | [ ГС 5 ]   |
| 8          | Марданшина Ляйла Ханиповна              | 15.05.1927 — 10.09.2017 | Оператор промысла № 5 нефтепромыслового управления «Туймазанефть» Башкирского совнархоза, Туймазинский район | 19.03.1959      | [ ГС 6 ]   |
| 9          | Мардарь Антон Ефимович                  | род. 1932               | Тракторист колхоза имени Татарбунарского восстания Татарбунарского района Одесской области | 22.12.1977      | [ ГС 7 ]   |
| 10         | Мардашёв Сергей Руфович                 | 30.09.1906 — 23.03.1974 | Заведующий кафедрой биохимии Первого Московского медицинского института имени И. М. Сеченова, руководитель лаборатории энзимологии Института биологической и медицинской химии Академии медицинских наук СССР, академик АМН СССР | 25.06.1964      | [ ГС 8 ]   |
| 11         | Марджанишвили Константин Константинович | 26.08.1903 — 13.02.1981 | Начальник отдела прикладных расчётов Математического института имени В. А. Стеклова Академии наук СССР, член-корреспондент АН СССР, гор. Москва                                                                                  | 28.08.1973      | [ ГС 9 ]   |
| 12         | Маресина Надежда Семёновна              | 27.02.1928 — 14.04.2016 | Овцевод колхоза имени Ленина Атюрьевского района Мордовской АССР | 22.03.1966      | [ ГС 10 ]  |
| 13         | Марецкая Вера Петровна                  | 31.07.1903 — 17.08.1978 | Актриса Государственного академического театра имени Моссовета, народная артистка СССР, гор. Москва | 30.07.1976      | [ ГС 11 ]  |
| 14         | Марещенков Пётр Григорьевич             | 28.06.1935 — 01.12.2024 | Буровой мастер конторы бурения № 1 объединения «Сахалиннефть» Министерства нефтедобывающей промышленности СССР, гор. Южно-Сахалинск Сахалинской области                                                                          | 23.05.1966      | [ ГС 12 ]  |
| 15         | Марзоев Казбек Хадзмуссаевич            | 03.07.1926 — 23.08.1991 | Председатель колхоза имени Коста Хетагурова Ардонского района Северо-Осетинской АССР | 30.04.1966      | [ ГС 13 ]  |
| 16         | Маридашвили Софья Андреевна             | 1906—1971               | Звеньевая колхоза «Мнатоби» Каспского района Грузинской ССР | 19.03.1947      | [ ГС 14 ]  |
| 17         | Марина Нина Евдокимовна                 | 04.08.1929 — 05.09.2015 | Заведующая свинотоварной фермой колхоза «Ленинский путь» Моршанского района Тамбовской области | 06.09.1973      | [ ГС 15 ]  |
| 18         | Маринат Иван Афанасьевич                | 1919 — ????             | Бригадир колхоза имени Кирова Ананьевского района Одесской области | 23.06.1966      | [ ГС 16 ]  |
| 18.000001  | Мариненко Екатерина Кирилловна          | 05.01.1925 — ????       | Звеньевая Кисловского свеклосовхоза Министерства пищевой промышленности СССР, Купянский район Харьковской области | 30.04.1948      | [ ГС 17 ]  |
| 19         | Мариненко Иван Тарасович                | 1911 — 07.1977          | Комбайнёр Поливянской МТС Песчанокопского района Ростовской области | 07.08.1952      | [ ГС 18 ]  |
| 20         | Мариненков Иван Семёнович               | 10.05.1932 — 09.08.2012 | Бригадир комплексной бригады ремонтно-восстановительного поезда № 38 управления строительства «Тюменстройпуть» Министерства транспортного строительства СССР, гор. Тобольск Тюменской области                                    | 07.05.1971      | [ ГС 19 ]  |
| 21         | Маринич Алексей Константинович          | 05.10.1919 — 26.05.2001 | Председатель колхоза имени XXII съезда КПСС Коломенского района Московской области | 08.04.1971      | [ ГС 20 ]  |
| 22         | Маринич Аркадий Васильевич              | 18.12.1909 — 23.07.1989 | Главный конструктор проекта Невского проектно-конструкторского бюро Министерства судостроительной промышленности СССР, гор. Ленинград                                                                                            | 19.09.1977      | [ ГС 21 ]  |
| 23         | Марисов Валерий Константинович          | 23.10.1915 — 18.01.1992 | Первый секретарь Удмуртского обкома КПСС | 30.08.1982      | [ ГС 22 ]  |
| 24         | Маркарян Виктория Гарегиновна           | 01.10.1928 — ????       | Звеньевая колхоза «Шинарар» Арташатского района Армянской ССР | 21.07.1950      | [ ГС 23 ]  |
| 25         | Маркарян Гриша Саркисович               | 1929—1991               | Бригадир комплексной бригады строительного управления № 31 треста «Ерпромстрой» Министерства промышленного строительства Армянской ССР, гор. Ереван                                                                              | 19.03.1981      | [ ГС 24 ]  |
| 26         | Маркарян Маруся Мнацакановна            | 1905 — ????             | Ткачиха Ереванского камвольного комбината Министерства лёгкой промышленности Армянской ССР | 05.04.1971      | [ ГС 25 ]  |
| 27         | Маркачёва Агриппина Николаевна          | 10.05.1929 — 15.07.2003 | Доярка колхоза имени Тельмана Раменского района Московской области | 07.04.1949      | [ ГС 26 ]  |
| 28         | Маркевич Анатолий Иванович              | 01.11.1894 — 16.06.1985 | Старший агроном Алтайской МТС Алтайского района Алтайского края | 20.05.1949      | [ ГС 27 ]  |
| 29         | Маркелия Натела Гаджоевна               | род. 1932               | Колхозница колхоза имени Берия Гальского района Абхазской АССР | 29.08.1949      | [ ГС 28 ]  |
| 30         | Маркелия Пармен Павлович                | 1900 — ????             | Председатель колхоза имени Дзигуа Гальского района Абхазской АССР | 21.02.1948      | [ ГС 29 ]  |
| 31         | Маркелов Александр Иванович             | 15.08.1908 — ????       | Бригадир колхоза имени Будённого Близнюковского района Харьковской области | 07.05.1948      | [ ГС 30 ]  |
| 32         | Маркелов Владимир Анатольевич           | род. 03.06.1947         | Бригадир слесарей Волжского автомобильного завода имени 50-летия СССР производственного объединения (АвтоВАЗ) Министерства автомобильного и сельскохозяйственного машиностроения СССР, Куйбышевская область                      | 30.04.1991      | [ ГС 31 ]  |
| 33         | Маркелов Иван Иванович                  | 10.08.1929 — 23.10.2009 | Монтёр-спайщик строительно-монтажного управления «Мостелефонстрой» Министерства связи СССР, гор. Москва | 18.07.1966      | [ ГС 32 ]  |
| 34         | Маркелов Кирилл Семёнович               | 19.06.1937 — 07.1999    | Горнорабочий очистного забоя шахты имени 50-летия Октября производственного объединения «Гуковуголь» Министерства угольной промышленности СССР, Ростовская область                                                               | 19.03.1979      | [ ГС 33 ]  |
| 35         | Маркелов Михаил Николаевич              | 25.10.1911 — 12.10.1970 | Начальник комбината «Востсибуголь» Министерства угольной промышленности СССР, гор. Иркутск | 26.04.1957      | [ ГС 34 ]  |
| 36         | Маркилюк Леонид Петрович                | род. 1930               | Бригадир шлифовщиков Константиновского завода «Автостекло» Министерства промышленности строительных материалов Украинской ССР, Донецкая область                                                                                  | 19.03.1981      | [ ГС 35 ]  |
| 37         | Маркин Валентин Никитович               | 11.05.1928 — 26.12.1994 | Начальник Владимирского территориального управления строительства Министерства строительства СССР | 06.03.1986      | [ ГС 36 ]  |
| 38         | Маркин Ефим Федосеевич                  | 30.03.1917 — 28.09.2014 | Директор совхоза «Орджоникидзевский», гор. Свердловск | 11.12.1973      | [ ГС 37 ]  |
| 39         | Маркин Иван Яковлевич                   | 1896—1986               | Старший механик Коста-Хетагуровской МТС Северо-Осетинской АССР | 09.03.1948      | [ ГС 38 ]  |
| 40         | Маркин Сергей Васильевич                | 1902 — ????             | Скотник колхоза «Новая жизнь» Боградского района Хакасской автономной области | 10.08.1949      |            |
| 41         | Маркина Варвара Егоровна                | 31.12.1921 — 24.04.2002 | Старший мастер Московского автомобильного завода имени И. А. Лихачёва Министерства автомобильной промышленности СССР | 05.04.1971      | [ ГС 39 ]  |
| 42         | Маркина Марфа Петровна                  | 19.01.1920 — 01.05.2002 | Звеньевая колхоза «Путь к социализму» Лукояновского района Горьковской области | 09.04.1949      | [ ГС 40 ]  |
| 43         | Маркирьев Александр Маркирьевич         | 28.08.1921 — 21.11.2000 | Командир корабля Ил-18 Красноярского управления гражданской авиации Министерства гражданской авиации СССР | 15.06.1971      | [ ГС 41 ]  |
| 44         | Маркитан Анатолий Васильевич            | род. 10.02.1940         | Бригадир колхоза имени XX съезда КПСС Томашпольского района Винницкой области | 15.12.1972      |            |
| 45         | Маркичев Николай Васильевич             | 01.08.1918 — 02.02.1972 | Главный конструктор НИИ-944 Государственного комитета Совета Министров СССР по судостроению, гор. Москва | 17.06.1961      | [ ГС 42 ]  |
| 46         | Маркобрунова Анна Васильевна            | 31.07.1927 — 06.05.1992 | Доярка колхоза «Коммунар» Локнянского района Псковской области | 06.09.1973      | [ ГС 43 ]  |
| 47         | Марков Георгий Минеевич                 | 15.05.1929 — 16.12.2005 | Комбайнёр колхоза «Сибиряк» Заводоуковского района Тюменской области | 23.12.1976      | [ ГС 44 ]  |
| 48         | Марков Григорий Маркович                | 30.01.1920 — 12.03.1997 | Мастер-сборщик ракеты-носителя, ОКБ-1 Государственного Комитета Совета Министров СССР по оборонной технике, гор. Калининград Московской области                                                                                  | 21.12.1957      | [ ГС 45 ]  |
| 49         | Марков Дмитрий Сергеевич                | 20.09.1905 — 04.01.1992 | Главный конструктор Опытно-конструкторского бюро № 156 Министерства авиационной промышленности СССР, гор. Москва | 12.07.1957      | [ ГС 46 ]  |
| 50         | Марков Моисей Александрович             | 13.05.1908 — 01.10.1994 | Начальник лаборатории Объединённого института ядерных исследований, академик Академии наук СССР, Московская область | 12.05.1978      | [ ГС 47 ]  |
| 51         | Марков Степан Ильич                     | 15.03.1914 — 14.08.1992 | Старший загрузчик шахтных печей Уфалейского никелевого завода Челябинского совнархоза | 09.06.1961      | [ ГС 48 ]  |
| 52         | Марков Фёдор Константинович             | 1917—2001               | Комбайнёр Константиновской МТС Министерства хлопководства СССР, Петровский район Ставропольского края | 30.07.1952      | [ ГС 49 ]  |
| 53         | Маркова Полина Степановна               | 25.12.1922 — 31.10.1993 | Директор средней школы № 4 гор. Сыктывкар Коми АССР | 01.07.1968      | [ ГС 50 ]  |
| 54         | Марковский Александр Павлович           | 02.09.1900 — 17.10.1988 | Заведующий сектором Всесоюзного научно-исследовательского геологического института Министерства геологии СССР, гор. Ленинград | 20.04.1971      | [ ГС 51 ]  |
| 55         | Марковский Иван Васильевич              | 04.10.1926 — 02.08.2004 | Председатель колхоза имени Мичурина Красноармейского района Краснодарского края | 08.04.1971      | [ ГС 52 ]  |
| 56         | Маркозия Леон Антонович                 | 1913—1980               | Главный инженер шахты № 1—2 «Красный Октябрь» треста «Орджоникидзеуголь» комбината «Артёмуголь» Министерства угольной промышленности Украинской ССР, Донецкая область                                                            | 29.06.1966      |            |
| 57         | Маркосян Акоп Акопович                  | 1910 — ????             | Бригадир колхоза имени Руставели Сухумского района Абхазской АССР | 19.05.1951      |            |
| 58         | Маркушин Василий Петрович               | 18.09.1934 — 26.01.2015 | Горнорабочий очистного забоя шахты № 1 «Юнь-Яга» комбината «Воркутауголь» Министерства угольной промышленности СССР, Коми АССР                                                                                                   | 30.03.1971      | [ ГС 53 ]  |
| 59         | Маркявичене Элена Цезаревна             | род. 1935               | Ткачиха фабрики шёлковых тканей «Кауно аудиняй» Министерства лёгкой промышленности Литовской ССР, гор. Каунас | 12.05.1977      |            |
| 60         | Маркялис Леонас Ионович                 | 01.07.1912 — 04.12.1981 | Главный врач сельской участковой больницы Каунасского района Литовской ССР | 04.02.1969      | [ ГС 54 ]  |
| 61         | Марочкин Иван Фёдорович                 | 10.09.1934 — 26.06.2017 | Бригадир строительной бригады Навоийского управления строительства Министерства среднего машиностроения СССР | 06.01.1970      | [ ГС 55 ]  |
| 62         | Марранди Хейно Рейнович                 | 02.05.1911 — 29.08.1989 | Председатель колхоза «Эстония» Тюриского района Эстонской ССР | 01.03.1958      | [ ГС 56 ]  |
| 63         | Мартиросян Мариам Петровна              | род. 05.01.1925         | Звеньевая колхоза имени Будённого Калининского района Армянской ССР | 19.03.1947      | [ ГС 57 ]  |
| 64         | Мартовщук Ксения Степановна             | 1912—1989               | Звеньевая колхоза имени Сталина Жашковского района Киевской области | 06.05.1948      |            |
| 65         | Мартыненко Анатолий Алексеевич          | 01.07.1925 — 23.06.1995 | Оцинковщик Харцызского сталепроволочно-канатного завода Министерства чёрной металлургии Украинской ССР, Донецкая область | 30.03.1971      | [ ГС 58 ]  |
| 66         | Мартыненко Иван Поликарпович            | 03.05.1910 — 20.04.1980 | Бригадир тракторной бригады Гуляй-Польской МТС Запорожской области | 26.02.1958      | [ ГС 59 ]  |
| 67         | Мартыненко Иван Тихонович               | 20.02.1927 — 14.01.2003 | Бригадир колхоза «Заветы Ленина» Брагинского района Гомельской области | 23.06.1966      | [ ГС 60 ]  |
| 68         | Мартыненко Прасковья Ивановна           | 1909—1983               | Звеньевая семеноводческого совхоза «Кубань» Министерства совхозов СССР, Гулькевичский район Краснодарского края | 06.04.1948      | [ ГС 61 ]  |
| 69         | Мартынец Николай Игнатьевич             | 08.12.1933 — 24.01.2015 | Прикрепляльщик деталей низа обуви Львовского производственного объединения обувных предприятий «Прогресс» Министерства лёгкой промышленности Украинской ССР                                                                      | 16.01.1974      | [ ГС 62 ]  |
| 70         | Мартынов Виктор Васильевич              | 11.10.1938 — 16.11.2014 | Бригадир сварочно-монтажной бригады строительно-монтажного управления № 57 треста «Уренгойтрубопроводстрой» Министерства строительства предприятий нефтяной и газовой промышленности СССР, Ямало-Ненецкий автономный округ       | 06.10.1983      | [ ГС 63 ]  |
| 71         | Мартынов Иван Васильевич                | 29.12.1919 — 24.05.2023 | Директор Государственного союзного научно-исследовательского института органической химии и технологии, гор. Москва | 03.04.1974      | [ ГС 64 ]  |
| 72         | Мартынов Иван Иванович                  | 1924 — ????             | Бригадир комплексной бригады управления «Цемстрой» треста «Чимкентпромстрой», гор. Чимкент | 11.08.1966      | [ ГС 65 ]  |
| 73         | Мартынов Николай Васильевич             | 26.04.1910 — 22.11.1998 | Заместитель Председателя Совета Министров СССР, Председатель Государственного комитета СССР по материально-техническому снабжению, гор. Москва                                                                                   | 25.04.1980      | [ ГС 66 ]  |
| 74         | Мартынов Павел Ефимович                 | 06.08.1922 — 08.06.1998 | Директор шахты № 32 комбината «Воркутауголь» Министерства угольной промышленности СССР, Коми АССР | 30.03.1971      | [ ГС 67 ]  |
| 75         | Мартынов Пётр Максимович                | 16.01.1936 — 25.05.2024 | Машинист экскаватора передвижной механизированной колонны № 11 треста «Приазоврисстрой» Министерства мелиорации и водного хозяйства РСФСР, Краснодарский край                                                                    | 18.03.1976      | [ ГС 68 ]  |
| 76         | Мартынов Фёдор Алексеевич               | 10.09.1928 — 31.10.2008 | Шофер автотранспортного предприятия № 1 Нижневолжского территориального транспортного управления Министерства автомобильного транспорта РСФСР, Волгоградская область                                                             | 07.12.1973      | [ ГС 69 ]  |
| 77         | Мартынова Анна Федотьевна               | 1923 — ????             | Звеньевая семеноводческого звена колхоза «Красный профинтерн» Севского района Брянской области | 02.04.1948      | [ ГС 70 ]  |
| 78         | Мартынова Антонина Стефановна           | 10.05.1911 — 22.05.2005 | Бригадир колхоза «Новый мир» Старооскольского района Белгородской области | 23.06.1966      | [ ГС 71 ]  |
| 79         | Мартынова Пелагея Васильевна            | 08.09.1900 — 21.09.1967 | Звеньевая полеводческого звена колхоза «Новый мир» Старооскольского района Курской области | 02.01.1948      | [ ГС 72 ]  |
| 80         | Мартынычев Фёдор Иванович               | 19.11.1928 — 03.01.2019 | Слесарь-ремонтник производственного объединения «Кировский завод» Министерства оборонной промышленности СССР, гор. Тихвин Ленинградской области                                                                                  | 16.05.1983      | [ ГС 73 ]  |
| 81         | Мартынюк Виктор Николаевич              | 10.06.1927 — 16.01.2017 | Бригадир скреперной бригады специализированного строительно-монтажного управления № 20 Укрводстроя Министерства мелиорации и водного хозяйства Украинской ССР, Херсонская область                                                | 23.06.1966      | [ ГС 74 ]  |
| 82         | Мартынюк Владимир Иванович              | 1924 — ????             | Бригадир монтажников треста «Химметаллургстрой» Министерства промышленного строительства СССР, Ивано-Франковская область | 05.04.1971      |            |
| 83         | Мартьянов Юрий Андреевич                | 02.02.1930 — 22.05.2006 | Бригадир модельщиков производственного объединения «Невский завод» имени В. И. Ленина Министерства энергетического машиностроения СССР, гор. Ленинград                                                                           | 11.03.1981      | [ ГС 75 ]  |
| 84         | Мартьянова Екатерина Евдокимовна        | 03.01.1917 — 06.03.2007 | Звеньевая колхоза имени XXI съезда КПСС Дубёнского района Мордовской АССР | 24.12.1965      | [ ГС 76 ]  |
| 85         | Мартюшёва Анна Дмитриевна               | 26.05.1928 — 10.04.1995 | Раскройщица Свердловского производственного объединения «Уралобувь» Министерства лёгкой промышленности РСФСР | 05.04.1971      | [ ГС 77 ]  |
| 86         | Маруашвили Сергей Калистратович         | 1913 — ????             | Звеньевой колхоза «Октомбери» Потийского района Грузинской ССР | 21.02.1948      | [ ГС 78 ]  |
| 87         | Маруда Дмитрий Иванович                 | 14.11.1900 — 31.01.1986 | Навалоотбойщик шахты имени Лутугина комбината «Сталинуголь» Министерства угольной промышленности западных районов СССР, Сталинская область                                                                                       | 28.08.1948      | [ ГС 79 ]  |
| 88         | Марунин Виктор Кириллович               | 13.01.1931 — 25.09.1987 | Бригадир слесарей Киселёвского завода горного машиностроения «Гормаш» Министерства тяжёлого, энергетического и транспортного машиностроения СССР, Кемеровская область                                                            | 05.04.1971      | [ ГС 80 ]  |
| 89         | Марусев Иван Тимофеевич                 | 31.07.1936 — 22.01.2014 | Капитан-механик теплохода «Иван Назаров» Енисейского речного пароходства Министерства речного флота РСФСР, гор. Красноярск | 16.01.1974      | [ ГС 81 ]  |
| 90         | Марусева Наталья Ивановна               | род. 1922               | Бригадир тракторно-полеводческой бригады колхоза имени Ленина Ферзиковского района Калужской области | 08.04.1971      |            |
| 91         | Марусич Степанида Ивановна              | 21.12.1928 — 04.12.2009 | Скотница колхоза «Перамога» Житковичского района Гомельской области | 22.03.1966      | [ ГС 82 ]  |
| 92         | Маруфходжаев Бахадыр                    | 1907 — ????             | Председатель колхоза имени Серго Ленинского района Андижанской области | 11.01.1957      | [ ГС 83 ]  |
| 92.000002  | Марухина Александра Николаевна          | 1911 — ????             | Звеньевая колхоза «Вперёд», гор. Кизляр Грозненской области | 17.09.1949      | [ ГС 84 ]  |
| 93         | Марущак Владимир Кириллович             | род. 03.09.1931         | Бригадир слесарей Лукомльского монтажного участка треста «Центроэнергомонтаж» Министерства энергетики и электрификации СССР, Чашникский район Витебской области                                                                  | 10.01.1975      | [ ГС 85 ]  |
| 94         | Марфин Павел Андреевич                  | 16.11.1924 — 17.05.1990 | Первый секретарь Спасского райкома КПСС, Рязанская область | 08.01.1960      | [ ГС 86 ]  |
| 95         | Марценюк Филипп Петрович                | 22.06.1919 — 24.06.1995 | Председатель колхоза «Прогресс» Шаргородского района Винницкой области | 16.02.1948      | [ ГС 87 ]  |
| 96         | Марциновский Глеб Леонтьевич            | 1907 — ????             | Главный зоотехник племенного завода «Власть труда» Новосильского района Орловской области | 22.03.1966      | [ ГС 88 ]  |
| 97         | Марцун Дмитрий Дорофеевич               | 28.10.1922 — 11.03.1978 | Бригадир колхоза «Украина» Дзержинского района Житомирской области | 15.12.1972      | [ ГС 89 ]  |
| 98         | Марченко Александр Иванович             | 18.08.1919 — 18.08.1982 | Бригадир Белгородского плодоовощного совхоза Белгородского района Белгородской области | 30.04.1966      | [ ГС 90 ]  |
| 99         | Марченко Алексей Пахомович              | 20.10.1938 — 28.11.2017 | Фрезеровщик завода бумагоделательных машин производственного объединения бумагоделательного машиностроения Министерства нефтеперерабатывающего и нефтехимического машиностроения СССР, гор. Ижевск Удмуртской АССР               | 10.06.1986      | [ ГС 91 ]  |
| 100        | Марченко Анна Дмитриевна                | 1920 — ????             | Председатель колхоза «Путь Ленина» Килийского района Одесской области | 23.06.1966      | [ ГС 92 ]  |
| 101        | Марченко Вера Никитична                 | 1927 — ????             | Звеньевая колхоза «Большевик» Менского района Черниговской области | 23.04.1952      | [ ГС 93 ]  |
| 102        | Марченко Виктор Николаевич              | 1934—1985               | Старший горновой Коммунарского металлургического комбината Министерства чёрной металлургии Украинской ССР, Ворошиловградская область                                                                                             | 30.03.1971      | [ ГС 94 ]  |
| 102.000003 | Марченко Екатерина Евдокимовна          | род. 1922               | Звеньевая Первомайского свеклосовхоза Министерства пищевой промышленности СССР, Сумская область | 30.04.1948      |            |
| 103        | Марченко Иван Ильич                     | 22.09.1913 — 11.12.1975 | Директор совхоза имени Куйбышева Лазорковского района Полтавской области | 26.02.1958      | [ ГС 95 ]  |
| 104        | Марченко Иван Семёнович                 | 16.10.1918 — 01.10.2004 | Главный инженер Львовского завода кинескопов Министерства электронной промышленности СССР | 29.07.1966      | [ ГС 96 ]  |
| 105        | Марченко Иван Семёнович                 | 1895 — ????             | Бригадир колхоза «Червоный Жовтень» Купянского района Харьковской области | 16.02.1948      | [ ГС 97 ]  |
| 106        | Марченко Марфа Алексеевна               | род. 1925               | Доярка колхоза имени Чапаева Золотоношского района Черкасской области | 22.03.1966      |            |
| 107        | Марченко Матрёна Ефимовна               | 1894 — ????             | Звеньевая Бомборского виноградарского совхоза Министерства пищевой промышленности СССР, Гудаутский район Абхазской АССР | 04.09.1950      | [ ГС 98 ]  |
| 108        | Марченко Михаил Аверьянович             | род. 15.05.1934         | Бригадир плотников-бетонщиков строительного управления «Заводстрой» треста «Алтайсвинецстрой» Министерства строительства предприятий тяжёлой индустрии Казахской ССР, Восточно-Казахстанская область                             | 05.04.1971      | [ ГС 99 ]  |
| 109        | Марченко Надежда Ивановна               | род. 1928               | Стерженщица Киевского завода «Большевик» Министерства химического и нефтяного машиностроения СССР | 25.06.1966      | [ ГС 100 ] |
| 110        | Марченко Нина Алексеевна                | род. 13.01.1944         | Доярка совхоза «Красный забойщик» Черемховского района Иркутской области | 06.09.1973      | [ ГС 101 ] |
| 110.000004 | Марченко Раиса Тимофеевна               | 20.12.1928 — 28.02.1972 | Свинарка ордена Трудового Красного Знамени конного завода № 157, Мечётинский район Ростовской области | 26.07.1949      | [ ГС 102 ] |
| 111        | Марченко Сергей Яковлевич               | 05.08.1930 — 22.01.2020 | Директор совхоза «Тетиивськый» Тетиевского района Киевской области | 10.03.1976      | [ ГС 103 ] |
| 112        | Марченко Таисия Елисеевна               | 03.10.1917 — 2008       | Ткачиха комбината «Кренгольмская мануфактура» Эстонского совнархоза, гор. Нарва | 07.03.1960      | [ ГС 104 ] |
| 113        | Марчина Тана Бегиновна                  | 10.05.1916 — 05.09.1993 | Чабан совхоза «Теньгинский» Онгудайского района Горно-Алтайской автономной области | 22.03.1966      | [ ГС 105 ] |
| 114        | Марчук Гурий Иванович                   | 08.06.1925 — 24.03.2013 | Заместитель председателя Президиума Сибирского отделения Академии наук СССР, директор Вычислительного центра СО АН СССР, академик АН СССР, гор. Новосибирск                                                                      | 01.08.1975      | [ ГС 106 ] |
| 115        | Марчук Семён Павлович                   | род. 1924               | Бригадир табаководческой бригады колхоза «Путь Ленина» Сорокского района Молдавской ССР | 08.04.1971      |            |
| 116        | Марчуков Алексей Васильевич             | 30.08.1922 — 09.09.2013 | Председатель колхоза «Ведуга» Семилукского района Воронежской области | 08.04.1971      | [ ГС 107 ] |
| 117        | Маршалов Александр Григорьевич          | 11.09.1928 — 1995       | Старший машинист экскаватора управления механизации Красноярскгэсстроя Министерства энергетики и электрификации СССР, Красноярский край                                                                                          | 20.04.1971      | [ ГС 108 ] |
| 118        | Маршалова Ефросинья Ефремовна           | 03.03.1919 — 14.04.1999 | Звеньевая колхоза имени XX съезда КПСС Дубровенского района Витебской области | 30.04.1966      | [ ГС 109 ] |
| 119        | Маршин Михаил Герасимович               | 05.11.1910 — 22.08.2004 | Председатель колхоза имени Кирова Жлобинского района Гомельской области | 22.03.1966      | [ ГС 110 ] |
| 120        | Марынич Мария Никитовна                 | 19.02.1938 — 07.09.2000 | Звеньевая колхоза имени Ленина Бершадского района Винницкой области | 08.04.1971      | [ ГС 111 ] |
| 121        | Марьясов Василий Андреевич              | 1908 — ????             | Бригадир полеводческой бригады колхоза имени Карла Маркса Ужурского района Красноярского края | 07.01.1948      | [ ГС 112 ] |
| 122        | Марьясов Владимир Борисович             | 14.07.1922 — 14.01.1994 | Бригадир электромонтажников управления строительства Куйбышевгидростроя Министерства электростанций СССР, Куйбышевская область                                                                                                   | 09.08.1958      | [ ГС 113 ] |
| 123        | Марьясов Гавриил Николаевич             | 03.04.1927 — 07.08.2006 | Бригадир монтажников монтажно-строительного управления № 90 треста «Энергоспецмонтаж» Министерства среднего машиностроения СССР, гор. Сосновый Бор Ленинградской области                                                         | 10.03.1981      | [ ГС 114 ] |
| 124        | Марюхин Степан Иванович                 | 1919 — ????             | Директор совхоза «Каменский» Каскеленского района Алма-Атинской области | 08.04.1971      | [ ГС 115 ] |
| 125        | Маряшин Александр Васильевич            | 25.08.1915 — 26.02.1991 | Машинист паровозного депо Горький-Сортировочный Горьковской железной дороги, Горьковская область | 01.08.1959      | [ ГС 116 ] |
| 126        | Масаитов Атаджан                        | 23.03.1897 — 1972       | Звеньевой колхоза имени Нариманова Ошского района Ошской области | 26.03.1948      | [ ГС 117 ] |
| 127        | Масанов Илат                            | 1916—2001               | Старший чабан совхоза «Жоламанский» Гвардейского района Алма-Атинской области | 22.03.1966      | [ ГС 118 ] |
| 128        | Масенков Константин Егорович            | 07.05.1911 — ????       | Начальник горного цеха строительного управления № 4 треста «Дорогобужшахтострой» Главцентрошахтостроя Министерства строительства предприятий угольной промышленности СССР, Смоленская область                                    | 26.04.1957      | [ ГС 119 ] |
| 129        | Масимов Саяд Наги оглы                  | 1929 — ????             | Звеньевой колхоза «Социализм» Марнеульского района Грузинской ССР | 05.08.1949      | [ ГС 120 ] |
| 130        | Масколюнас Повилас Казимирович          | 29.06.1923 — 31.10.1995 | Директор совхоза «Куршеняй» Шяуляйского района Литовской ССР | 01.10.1965      |            |
| 131        | Маслак Андрей Константинович            | 28.09.1904 — 28.05.1979 | Машинист экскаватора строительного управления «Днепрострой» Министерства электростанций СССР, Херсонская область | 06.06.1957      | [ ГС 121 ] |
| 132        | Масленников Геннадий Владимирович       | 14.07.1929 — 27.02.2001 | Бригадир комплексной бригады домостроительного комбината Главмосстроя, гор. Москва | 21.06.1963      | [ ГС 122 ] |
| 133        | Масленников Иван Алексеевич             | 03.08.1918 — 05.10.1983 | Мастер Калининского вагоностроительного завода Министерства тяжёлого, энергетического и транспортного машиностроения СССР | 09.07.1966      | [ ГС 123 ] |
| 134        | Масленников Павел Андреевич             | 12.06.1921 — 23.06.2019 | Директор средней школы № 3, гор. Харьков | 27.06.1978      | [ ГС 124 ] |
| 135        | Масленникова Римма Николаевна           | род. 03.08.1937         | Сверловщица Воткинского машиностроительного завода Министерства оборонной промышленности СССР, Удмуртская АССР | 15.05.1981      | [ ГС 125 ] |
| 136        | Маслёха Алексей Фёдорович               | 1909 — 14.09.1968       | Старший крановщик Новороссийского морского порта Министерства морского флота СССР, Краснодарский край | 03.08.1960      | [ ГС 126 ] |
| 137        | Маслиев Михаил Ефимович                 | 1914 — 26.07.1991       | Первый секретарь Солнцевского райкома КПСС, Курская область | 07.12.1957      | [ ГС 127 ] |
| 138        | Маслий Анна Андреевна                   | 1918 — ????             | Звеньевая колхоза имени Ильича Коломакского района Харьковской области | 16.02.1948      | [ ГС 128 ] |
| 139        | Маслихов Александр Петрович             | 18.12.1930 — 17.09.1989 | Комбайнёр Брединского совхоза Брединского района Челябинской области | 11.01.1957      | [ ГС 129 ] |
| 140        | Маслов Георгий Дмитриевич               | 28.08.1915 — 06.09.1968 | Начальник геологической партии Норильской комплексной геологоразведочной экспедиции Красноярского геологического управления Главного управления геологии и охраны недр при Совете Министров РСФСР, Красноярский край             | 29.04.1963      | [ ГС 130 ] |
| 141        | Маслов Дмитрий Егорович                 | 06.11.1922 — 02.08.2000 | Председатель колхоза «Заря» Шебекинского района Белгородской области | 22.03.1966      | [ ГС 131 ] |
| 142        | Маслов Пётр Васильевич                  | 10.04.1930 — 03.08.2017 | Комбайнёр колхоза имени Карла Маркса Жердевского района Тамбовской области | 23.06.1966      | [ ГС 132 ] |
| 143        | Маслов Семён Степанович                 | 08.05.1937 — 23.06.1997 | Капитан теплохода «Григорий Алексеев» Дальневосточного морского пароходства Министерства морского флота СССР, гор. Владивосток Приморского края                                                                                  | 17.10.1985      | [ ГС 133 ] |
| 144        | Маслов Степан Платонович                | 1907 — ????             | Председатель колхоза «Трудовик» Ижморского района Кемеровской области | 06.03.1948      | [ ГС 134 ] |
| 145        | Маслова Александра Степановна           | 11.05.1928 — 12.02.2017 | Звеньевая Красноармейского свеклосовхоза Министерства пищевой промышленности СССР, Эртильский район Воронежской области | 18.05.1948      | [ ГС 135 ] |
| 146        | Маслова Анастасия Николаевна            | 06.10.1932 — 21.11.2015 | Свинарка госплемзавода «Соколовка» Зуевского района Кировской области | 13.03.1981      | [ ГС 136 ] |
| 147        | Маслова Анна Ефимовна                   | 1904 — ????             | Звеньевая колхоза «Путь Ленина» Сухобузимского района Красноярского края | 10.04.1948      |            |
| 147.000005 | Маслова Анна Харитоновна                | 10.11.1925 — 01.11.1992 | Звеньевая колхоза «Новая деревня» Верхне-Хавского района Воронежской области | 07.05.1948      | [ ГС 137 ] |
| 148        | Маслова Нида Григорьевна                | 01.02.1931 — 04.01.1994 | Бригадир отделочников Южноуральского управления строительства Министерства среднего машиностроения СССР, Челябинская область | 26.04.1971      | [ ГС 138 ] |
| 148.000006 | Масловец Ольга Григорьевна              | род. 09.07.1929         | Звеньевая колхоза имени Сталина Трояновского района Житомирской области | 06.06.1952      |            |
| 149        | Масловский Иван Аверкович               | 21.01.1915 — 23.03.2000 | Председатель колхоза «Радянська Украина» Красиловского района Хмельницкой области | 31.12.1965      | [ ГС 139 ] |
| 150        | Маслюк Игнатий Михайлович               | 20.12.1904 — 22.03.1986 | Начальник Северной железной дороги, гор. Ярославль | 04.05.1971      | [ ГС 140 ] |
| 151        | Масляников Иван Купреевич               | 01.07.1929 — 18.10.1995 | Бригадир проходчиков горных выработок шахты № 1 треста «Ленинградсланец» Министерства угольной промышленности СССР, гор. Сланцы Ленинградской области                                                                            | 29.06.1966      | [ ГС 141 ] |
| 152        | Масна Елена Иосифовна                   | 1907 — ????             | Звеньевая колхоза «10 Жовтень» Двуречанского района Харьковской области | 07.05.1948      |            |
| 153        | Масный Стефан Александрович             | 11.07.1916 — 23.08.1989 | Бригадир каменщиков передвижной механизированной колонны № 45 краевого управления «Ставропольсельстрой» Министерства сельского строительства РСФСР, Ставропольский край                                                          | 07.05.1971      | [ ГС 142 ] |
| 154        | Мастепан Ульяна Степановна              | 1912 — ????             | Звеньевая колхоза «Червоный партизан» Волновахского района Сталинской области | 26.03.1949      | [ ГС 143 ] |
| 155        | Мастобаев Григорий Иванович             | 12.05.1915 — 30.01.1987 | Директор Валдайского леспромхоза, Новгородская область | 05.10.1957      | [ ГС 144 ] |
| 155.000007 | Мастюлёва Нина Митрофановна             | 23.02.1922 — 14.12.2010 | Звеньевая колхоза имени Кагановича Больше-Висковского района Кировоградской области | 25.09.1948      | [ ГС 145 ] |
| 156        | Масько Дмитрий Константинович           | 24.10.1909 — 11.04.1987 | Бригадир проходчиков «Киевметростроя» Министерства транспортного строительства СССР, гор. Киев | 11.01.1961      | [ ГС 146 ] |
| 157        | Масюткин Виктор Романович               | 01.11.1936 — 11.05.2007 | Звеньевой племзавода «Добрушский» Добрушского района Гомельской области | 16.03.1981      | [ ГС 147 ] |
| 158        | Матвалиев Сатвалда                      | 1933 — ????             | Тракторист второй Мирзачульской МТС Ташкентской области | 11.01.1957      | [ ГС 148 ] |
| 159        | Матвеев Александр Семёнович             | 02.05.1914 — 22.04.1987 | Звеньевой зернового совхоза «Канский» Министерства совхозов СССР, Канский район Красноярского края | 18.06.1949      | [ ГС 149 ] |
| 160        | Матвеев Алексей Иванович                | 04.10.1913 — 02.02.1997 | Комбайнёр Глядянской МТС Курганской области | 26.06.1952      | [ ГС 150 ] |
| 161        | Матвеев Алексей Леонтьевич              | род. 27.03.1928         | Токарь-карусельщик Костромского завода текстильного машиностроения Министерства машиностроения для лёгкой и пищевой промышленности и бытовых приборов СССР                                                                       | 12.03.1976      | [ ГС 151 ] |
| 162        | Матвеев Анатолий Алексеевич             | 30.01.1926 — нет данных | Токарь-расточник Красноярского машиностроительного завода имени В. И. Ленина Министерства общего машиностроения СССР | 26.07.1966      | [ ГС 152 ] |
| 163        | Матвеев Вадим Григорьевич               | 21.06.1923 — 19.10.1978 | Комбайнёр Чкаловской МТС Крымской области | 17.05.1952      | [ ГС 153 ] |
| 164        | Матвеев Гавриил Алексеевич              | 23.02.1918 — 17.01.2009 | Директор Центрального научно-исследовательского института имени академика Крылова, профессор, гор. Ленинград | 16.12.1981      | [ ГС 154 ] |
| 165        | Матвеев Иван Романович                  | 1915 — 22.12.1963       | Бригадир колхоза имени Молотова Ружичнянского района Каменец-Подольского района | 16.02.1948      | [ ГС 155 ] |
| 166        | Матвеев Кирилл Иванович                 | 27.07.1926 — 07.02.2003 | Бригадир слесарей-ремонтников основного цеха Новосибирского завода химконцентратов Министерства среднего машиностроения СССР | 26.04.1971      | [ ГС 156 ] |
| 167        | Матвеев Пётр Иванович                   | 22.06.1926 — 19.04.2002 | Управляющий отделением совхоза «Аргаяшский» Аргаяшского района Челябинской области | 23.06.1966      | [ ГС 157 ] |
| 168        | Матвеев Сергей Алексеевич               | 02.07.1906 — 18.10.1980 | Директор Первого Московского часового завода имени С. М. Кирова Министерства приборостроения, средств автоматизации и систем управления СССР                                                                                     | 02.07.1966      |            |
| 169        | Матвеева Александра Петровна            | 13.09.1934 — 15.01.2016 | Радиомонтажник Каменск-Уральского радиозавода Министерства радиопромышленности СССР, Свердловская область | 26.04.1971      | [ ГС 158 ] |
| 170        | Матвеева Валентина Егоровна             | 13.01.1935 — 17.03.2023 | Прядильщица Ореховского хлопчатобумажного комбината имени Николаевой Министерства лёгкой промышленности РСФСР, Московская область                                                                                                | 09.06.1966      | [ ГС 159 ] |
| 171        | Матвеенко Дмитрий Дмитриевич            | 21.09.1920 — 08.07.2011 | Слесарь Бендерской дистанции пути Молдавской железной дороги, Молдавская ССР | 01.08.1959      | [ ГС 160 ] |
| 172        | Матвеенко Евгений Михайлович            | 13.01.1938 — 11.07.1986 | Главный агроном колхоза «Заря коммунизма» Кореневского района Курской области | 29.08.1986      | [ ГС 161 ] |
| 173        | Матвеус Август Августович               | род. 1928               | Зольщик кожевенно-обувного объединения «Коммунар» Министерства лёгкой промышленности Эстонской ССР, гор. Таллин | 05.04.1971      |            |
| 174        | Матвиенко Агафия Никитовна              | 1915 — ????             | Звеньевая колхоза имени Кирова Больше-Висковсокого района Кировоградской области | 13.05.1948      | [ ГС 162 ] |
| 175        | Матвиенко Валентина Ивановна            | 12.01.1930 — 22.08.2011 | Свинарка свиноводческого совхоза имени М. Горького Министерства совхозов СССР, Кавказский район Краснодарского края | 17.05.1951      | [ ГС 163 ] |
| 176        | Матвиенко Дарья Антоновна               | 08.03.1910 — 1985       | Электросварщица завода сельскохозяйственного машиностроения имени Фрунзе совнархоза Киргизской ССР, гор. Фрунзе | 07.03.1960      | [ ГС 164 ] |
| 177        | Матвиенко Иван Тихонович                | 28.07.1913 — 07.01.1991 | Старший мастер Медногорского медно-серного комбината Оренбургского совнархоза | 09.06.1961      | [ ГС 165 ] |
| 178        | Матвиенко Мария Илларионовна            | 12.02.1920 — 12.12.2014 | Бригадир виноградарского совхоза «Реконструктор» Министерства пищевой промышленности СССР, Аксайский район Ростовской области | 05.10.1949      | [ ГС 166 ] |
| 179        | Матвийко Василий Макарович              | 1922—1987               | Бригадир садоводческой бригады колхоза имени Ленина Городищенского района Черкасской области | 08.04.1971      |            |
| 180        | Матвисив Василий Михайлович             | 28.03.1930 — 26.05.2009 | Председатель колхоза «Прогресс» Нестеровского района Львовской области | 11.02.1980      |            |
| 181        | Матевосян Паруйр Апетнакович            | 12.04.1907 — 27.06.1983 | Директор Волгоградского металлургического комбината «Красный Октябрь» Министерства чёрной металлургии СССР | 22.03.1966      | [ ГС 167 ] |
| 182        | Матевосян Самвел Минасович              | 24.08.1912 — 15.01.2003 | Начальник производственного геологоразведочного треста Управления цветной металлургии Совета Министров Армянской ССР, гор. Ереван                                                                                                | 30.03.1971      | [ ГС 168 ] |
| 183        | Матейко Владимир Петрович               | 17.04.1913 — 21.11.1978 | Звеньевой молочного совхоза «Красная Звезда» Министерства совхозов СССР, Клецкий район Барановичской области | 30.03.1949      | [ ГС 169 ] |
| 184        | Матиев Ажимат                           | 1905 — 26.08.1991       | Председатель колхоза «Алмалу-Булак» Ачинского района Джалал-Абадской области | 15.09.1948      | [ ГС 170 ] |
| 185        | Матияш Елена Демьяновна                 | 17.05.1917 — 23.10.1999 | Звеньевая Деребчинского свеклосовхоза Министерства пищевой промышленности СССР, Шаргородский район Полтавской области | 30.04.1948      | [ ГС 171 ] |
| 186        | Маткабулов Абдужамиль                   | 1904 — 15.09.1967       | Председатель колхоза «Кзыл Узбекистан» Орджоникидзевского района Ташкентской области | 11.01.1957      | [ ГС 172 ] |
| 187        | Матказимов Турсунали                    | 25.11.1932 — 2004       | Звеньевой колхоза имени Фрунзе Регарского района Сталинабадской области | 01.03.1948      | [ ГС 173 ] |
| 188        | Маткаримов Аллам                        | 1922—2004               | Бригадир колхоза «Коммунизм» Гурленского района Хорезмской области | 24.07.1986      | [ ГС 174 ] |
| 189        | Маткаримов Мадамин Маткаримович         | 1918 — 24.03.1986       | Первый секретарь Янгиарыкского райкома Компартии Узбекистана, Хорезмская область | 01.03.1965      | [ ГС 175 ] |
| 190        | Маткаримов Туйчи                        | 1900 — ????             | Звеньевой хлопкового совхоза имени Кирова, Таджикская ССР | 21.03.1949      |            |
| 191        | Маткаримов Юлдаш                        | род. 1928               | Звеньевой колхоза имени Ленина Ходжейлийского района Каракалпакской АССР | 30.04.1966      |            |
| 192        | Матковский Семён Маркович               | 1912 — ????             | Комбайнёр зернового совхоза «Чаплинский» Министерства совхозов СССР, Чаплинский район Херсонской области | 18.06.1949      |            |
| 193        | Матлахов Алексей Власович               | 10.12.1904 — 22.11.1987 | Старший чабан племенного овцеводческого совхоза «Советское руно» Министерства совхозов СССР, Ипатовский район Ставропольского края                                                                                               | 30.12.1950      | [ ГС 176 ] |
| 194        | Матмусаев Юнусали                       | 1900 — ????             | Бригадир полеводческой бригады колхоза «Социализм» Кувинского района Ферганской области | 11.01.1957      | [ ГС 177 ] |
| 195        | Матназаров Матякуб                      | 1915 — ????             | Бригадир колхоза имени Карла Маркса Хазараспского района Хорезмской области | 25.12.1976      | [ ГС 178 ] |
| 196        | Матовникова Александра Ивановна         | 09.05.1927 — 18.12.1997 | Рабочая Ингирского совхоза имени Берия Министерства сельского хозяйства СССР, Зугдидский район Грузинской ССР | 31.07.1950      | [ ГС 179 ] |
| 197        | Маторина Наталья Афанасьевна            | 04.08.1900 — 23.04.1989 | Первый секретарь Сапожковского райкома КПСС, Рязанская область | 08.01.1960      | [ ГС 180 ] |
| 198        | Матрёнин Александр Сергеевич            | 26.08.1924 — 20.09.2002 | Заместитель Министра общего машиностроения СССР, генерал-лейтенант, гор. Москва | 02.03.1990      | [ ГС 181 ] |
| 199        | Матросова Федосья Евгеньевна            | 24.06.1924 — 29.05.1987 | Бригадир штукатуров строительного управления № 10 треста «Саранскжилстрой» Министерства строительства СССР, Мордовская АССР | 07.05.1971      | [ ГС 182 ] |
| 200        | Матузный Антон Елисеевич                | 27.04.1926 — 1991       | Звеньевой колхоза «Россия» Усть-Лабинского района Краснодарского края | 07.12.1973      | [ ГС 183 ] |
| 201        | Матулис Юозас Юозович                   | 19.03.1899 — 25.06.1993 | Президент Академии наук Литовской ССР, директор Института химии и химической технологии АН Литовской ССР, гор. Вильнюс | 01.10.1965      | [ ГС 184 ] |
| 202        | Матусяк Андрей Онисимович               | 05.1914 — 12.10.1988    | Бригадир колхоза «Прогресс» Шаргородского района Винницкой области | 16.02.1948      | [ ГС 185 ] |
| 203        | Матухно Андрей Романович                | 1910 — ????             | Комбайнёр Курганной МТС Краснодарского края | 28.05.1952      |            |
| 204        | Матчанова Огульджан                     | 1927 — ????             | Звеньевая колхоза имени Тельмана Ильялинского района Ташаузской области | 30.06.1950      | [ ГС 186 ] |
| 205        | Матьякубов Абдулла                      | 1920 — ????             | Бригадир тракторной бригады Янги-Арыкской МТС Хорезмской области | 11.01.1957      | [ ГС 187 ] |
| 206        | Матюк Николай Захарович                 | 27.10.1909 — 12.02.2007 | Главный конструктор Опытно-конструкторского бюро № 155 Министерства авиационной промышленности СССР, гор. Москва | 12.07.1957      | [ ГС 188 ] |
| 207        | Матюха Иван Федотович                   | 10.09.1938 — 10.04.2017 | Старший чабан колхоза «По заветам Ильича» Ейского района Краснодарского края | 22.03.1966      | [ ГС 189 ] |
| 207.000008 | Матюшенко Анна Ивановна                 | род. 1931               | Доярка колхоза имени Карла Маркса Великолепетихского района Херсонской области | 22.03.1966      | [ ГС 190 ] |
| 208        | Матюшенко Михаил Петрович               | 23.12.1907 — ????       | Звеньевой колхоза «Красная звезда» Кингисеппского района Ленинградской области | 30.03.1948      | [ ГС 191 ] |
| 209        | Матюшин Пётр Петрович                   | 1914 — 02.07.1985       | Директор Балхашского горно-металлургического комбината имени 50-летия Октябрьской революции Министерства цветной металлургии СССР, Карагандинская область                                                                        | 30.03.1971      | [ ГС 192 ] |
| 210        | Матюшко Ольга Константиновна            | 16.05.1915 — 1988       | Звеньевая колхоза имени Ломоносова Ляховичского района Брестской области | 30.04.1966      | [ ГС 193 ] |
| 211        | Матюшков Николай Максимович             | 01.01.1929 — 05.01.2009 | Бригадир плотников-бетонщиков треста «Рязаньстрой» № 23 Министерства промышленного строительства СССР, гор. Рязань | 05.04.1971      | [ ГС 194 ] |
| 212        | Матюшова Екатерина Ивановна             | 01.01.1918 — 22.01.1997 | Свинарка совхоза «Всходы» Бологовского района Калининской области | 22.03.1966      | [ ГС 195 ] |
| 213        | Матюшонок Михаил Михайлович             | 26.03.1915 — 24.12.1978 | Звеньевой семеноводческого колхоза имени Молотова Глубокского района Полоцкой области | 02.06.1950      | [ ГС 196 ] |
| 214        | Матющенко Игнат Тимофеевич              | 17.12.1913 — 29.06.1991 | Управляющий строительно-монтажным трестом «Ставропольхимстрой» Министерства промышленного строительства СССР, гор. Ставрополь | 05.04.1971      | [ ГС 197 ] |
| 215        | Матякубова Разия                        | род. 1934               | Доярка колхоза имени Нариманова Багатского района Хорезмской области | 26.02.1981      |            |
| 216        | Матяш Никита Маркович                   | 16.04.1897 — 06.10.1988 | Звеньевой колхоза «40-риччя Жовтня» Петровского района Кировоградской области | 23.06.1966      | [ ГС 198 ] |
| 217        | Махадзе Бедрие Османовна                | 1929—1992               | Колхозница колхоза имени Молотова Кобулетского района Аджарской АССР | 29.08.1949      | [ ГС 199 ] |
| 218        | Махадзе Гулизар Нуриевна                | 1925 — 20.08.1972       | Колхозница колхоза имени Молотова Кобулетского района Аджарской АССР | 19.07.1950      | [ ГС 200 ] |
| 219        | Махамадыев Халикул                      | 1927 — ????             | Механизатор колхоза имени Энгельса Шахрисабзского района Кашкадарьинской области | 10.12.1973      | [ ГС 201 ] |
| 220        | Маханов Кадырбек                        | 1927 — 04.09.2008       | Бригадир хлопководческой бригады совхоза «Пахта-Арал» Ильичёвского района Южно-Казахстанской области | 08.06.1957      | [ ГС 202 ] |
| 221        | Маханько Валентина Павловна             | 27.02.1931 — 11.03.2020 | Бригадир Днепровского машиностроительного завода Министерства общего машиностроения СССР, Днепропетровская область | 26.04.1971      | [ ГС 203 ] |
| 222        | Маханько Владимир Николаевич            | 07.11.1938 — 08.08.2012 | Колхозник колхоза имени XXI партсъезда Сокулукского района Киргизской ССР | 10.12.1973      | [ ГС 204 ] |
| 223        | Маханькова Анна Ефимовна                | 1922 — 10.10.1999       | Телятница совхоза «Саратовский» Перелюбского района Саратовской области | 22.03.1966      | [ ГС 205 ] |
| 223.000009 | Махарадзе Венера Виссарионовна          | 1925 — ????             | Колхозница колхоза имени Берия Ланчхутского района Грузинской ССР | 05.07.1951      | [ ГС 206 ] |
| 224        | Махарадзе Наргула Скендеровна           | 1927 — ????             | Звеньевая колхоза имени Молотова Кобулетского района Аджарской АССР | 29.08.1949      | [ ГС 207 ] |
| 225        | Махарадзе Хамза Шахович                 | 1909 — ????             | Звеньевой колхоза имени Стаханова Хулойского района Аджарской АССР | 03.07.1950      |            |
| 226        | Махатадзе Емелиан Тариелович            | 1885 — ????             | Звеньевой колхоза имени 18 партсъезда Зестафонского района Грузинской ССР | 09.08.1949      | [ ГС 208 ] |
| 227        | Махатило Александра Андреевна           | род. 1919               | Звеньевая колхоза имени Ленина Зачепиловского района Харьковской области | 28.02.1949      |            |
| 228        | Махинько Алексей Пантелеевич            | 12.08.1918 — 10.08.1982 | Председатель колхоза «Победа» Маловисковского района Кировоградской области | 31.12.1965      |            |
| 229        | Махинько Николай Александрович          | 28.04.1930 — 21.11.1996 | Бригадир забойщиков Марганецкого горно-обогатительного комбината Министерства чёрной металлургии Украинской ССР, Днепропетровская область                                                                                        | 30.03.1971      | [ ГС 209 ] |
| 230        | Махкамов Каримбой                       | 09.04.1903 — 05.10.1987 | Звеньевой колхоза имени Сталина Ленинабадского района Ленинабадской области | 03.05.1949      |            |
| 231        | Махкамов Мелибой                        | 1930 — 12.1986          | Бригадир проходческой бригады рудника «Чадак» производственного объединения «Узбекзолото» Министерства цветной металлургии СССР, Папский район Наманганской области                                                              | 07.08.1980      | [ ГС 210 ] |
| 232        | Махмадалиев Мирали                      | 24.03.1914 — 21.03.2002 | Председатель колхоза имени Ленина Колхозабадского района Кулябской области | 17.04.1951      | [ ГС 211 ] |
| 233        | Махмадаминов Худойназар                 | 1908 — ????             | Звеньевой колхоза «Политотдел» Курган-Тюбинского района Сталинабадской области | 01.03.1948      |            |
| 234        | Махметов Кожахмет                       | 1900 — 15.03.1970       | Заведующий конефермой колхоза «Свободный путь» Эркеншиликского района Акмолинской области | 23.07.1948      | [ ГС 212 ] |
| 235        | Махметов Майрам                         | 1910 — 03.01.2002       | Начальник пункта технического осмотра вагонов станции Караганда-Сортировочная Казахской железной дороги | 01.08.1959      | [ ГС 213 ] |
| 236        | Махмудов Ахмед Абдуррауф оглы           | 15.06.1926 — 2002       | Звеньевой колхоза имени Сталина Закатальского района Азербайджанской ССР | 01.07.1949      |            |
| 237        | Махмудов Ваис                           | 1925 — ????             | Бригадир колхоза «40 лет Октября» Ханкинского района Хорезмской области | 05.03.1982      | [ ГС 214 ] |
| 238        | Махмудов Вали                           | 03.08.1922 — 2001       | Звеньевой колхоза «Коминтерн» Пролетарского района Ленинабадской области | 01.03.1948      |            |
| 239        | Махмудов Жума                           | 1918 — ????             | Председатель колхоза имени Хрущёва Китабского района Кашка-Дарьинской области | 11.01.1957      | [ ГС 215 ] |
| 240        | Махмудов Ибрагим Махмудович             | 01.07.1924 — 11.04.2003 | Старший чабан колхоза имени Героев СССР, село Цовкра-2 Кулинского района Дагестанской АССР | 27.11.1965      | [ ГС 216 ] |
| 241        | Махмудов Мирзаахмед                     | 1914 — ????             | Бригадир колхоза «40 лет Узбекистана» Калининского района Ташкентской области | 30.04.1966      |            |
| 242        | Махмудов Хамид                          | 1927 — ????             | Звеньевой колхоза имени Ленина Шахрисябзского района Кашка-Дарьинской области | 11.01.1957      | [ ГС 217 ] |
| 243        | Махмудова Мухаббат                      | 25.05.1925 — ????       | Учительница средней школы № 53, гор. Душанбе Таджикской ССР | 01.07.1968      | [ ГС 218 ] |
| 244        | Махмудова Хадижа Мурвят кызы            | род. 06.07.1929         | Звеньевая колхоза «Бакинский рабочий» Астрахан-Базарского района Азербайджанской ССР | 17.08.1950      |            |
| 245        | Махнёв Василий Алексеевич               | 04.12.1904 — 15.06.1965 | Член и секретарь Специального комитета при Совете Министров СССР, генерал-майор инженерно-технической службы, гор. Москва | 29.10.1949      | [ ГС 219 ] |
| 246        | Махнёва Раиса Ивановна                  | 10.09.1931 — 02.06.2022 | Ткачиха Оренбургского шёлкового комбината Министерства лёгкой промышленности РСФСР | 05.04.1971      | [ ГС 220 ] |
| 247        | Махно Виталий Митрофанович              | 05.02.1929 — ????       | Звеньевой колхоза «Коммунист» Баштанского района Николаевской области | 24.12.1976      |            |
| 248        | Махнович Василий Данилович              | 20.10.1924 — 2007       | Бригадир каменщиков строительного треста № 8 Министерства промышленного строительства СССР гор. Брест | 05.04.1971      | [ ГС 221 ] |
| 249        | Махов Иван Васильевич                   | род. 14.02.1940         | Звеньевой совхоза «Днепровский» Каменско-Днепровского района Запорожской области | 08.04.1971      | [ ГС 222 ] |
| 250        | Махонёк Тимофей Андреевич               | 22.01.1919 — 24.08.2014 | Первый секретарь Сокальского райкома Компартии Украины, Львовская область | 08.04.1971      | [ ГС 223 ] |
| 251        | Махонин Иван Антонович                  | 23.08.1913 — 12.02.1987 | Бригадир колхоза имени Ленина Шебекинского района Белгородской области | 08.04.1971      | [ ГС 224 ] |
| 252        | Махонин Николай Николаевич              | 01.09.1925 — 19.02.2010 | Машинист бульдозера строительного управления № 801 треста «Центродорстрой» Министерства транспортного строительства СССР, Московская область                                                                                     | 07.05.1971      |            |
| 253        | Махота Пётр Семёнович                   | 15.12.1920 — 21.05.1977 | Сталевар мартеновского цеха Днепропетровского металлургического завода имени Петровского Днепропетровского совнархоза | 19.07.1958      | [ ГС 225 ] |
| 254        | Махоткин Иван Фёдорович                 | 1923—1994               | Слесарь-сборщик завода № 166 Омского совнархоза | 17.06.1961      | [ ГС 226 ] |
| 255        | Махрамов Джумакулы                      | 22.01.1913 — 1978       | Председатель колхоза имени Сталина Халачского района Чарджоуской области | 14.02.1957      |            |
| 256        | Махулов Магомед Махулович               | 23.02.1915 — 11.04.2021 | Первый секретарь Хунзахского райкома КПСС, Дагестанская АССР | 08.04.1971      | [ ГС 227 ] |
| 257        | Махутов Абилгазим                       | 1911—1991               | Бурильщик нефтеразведки «Буранкуль» Кулсаринской конторы разведочного бурения Гурьевского совнархоза | 19.03.1959      | [ ГС 228 ] |
| 257.00001  | Мацак Наталья Ивановна                  | 1922—2002               | Звеньевая колхоза имени Чапаева Нехворощанского района Полтавской области | 10.05.1948      |            |
| 258        | Мацевичюс Казис Антано                  | 02.01.1907 — 18.08.1974 | Председатель колхоза имени Каролиса Пожела Дотнувского района Литовской ССР | 05.04.1958      | [ ГС 229 ] |
| 259        | Мацегора Исидор Никифорович             | 1903—1957               | Старший чабан ордена Ленина конного завода № 158, Сальский район Ростовской области | 26.07.1949      | [ ГС 230 ] |
| 260        | Мацегорова Мария Петровна               | 02.10.1922 — 31.08.2003 | Заведующая свиноводческой фермой колхоза имени Кирова Красноградского района Харьковской области | 22.03.1966      | [ ГС 231 ] |
| 261        | Маценко Мария Ильинична                 | 1907 — 09.10.1982       | Начальник цеха Витебской фабрики «Знамя индустриализации» Витебского совнархоза | 07.03.1960      | [ ГС 232 ] |
| 262        | Мацкевич Владимир Михайлович            | 26.02.1929 — 1986       | Шофёр автотранспортной конторы Якутского управления автомобильного транспорта Министерства автомобильного транспорта и шоссейных дорог РСФСР                                                                                     | 05.10.1966      | [ ГС 233 ] |
| 263        | Мацкевич Наталья Ивановна               | род. 1918               | Доярка Бородинского племенного завода Боградского района Хакасской автономной области | 22.03.1966      | [ ГС 234 ] |
| 264        | Мацкевичюс Антанас Антанович            | род. 1927               | Тракторист Пасвальской МТС Пасвальского района Литовской ССР | 05.04.1958      |            |
| 265        | Мацкевичюс Юозас Ионович                | 1907 — ????             | Звеньевой колхоза «Раудонойи жвайгжде» Пасвальского района Литовской ССР | 05.04.1958      | [ ГС 235 ] |
| 266        | Мацкепладзе Кондрат Барнабович          | 08.09.1908 — 1981       | Главный инженер Индигирского горнопромышленного управления Якутского совнархоза | 09.06.1961      | [ ГС 236 ] |
| 267        | Мацков Леонтий Васильевич               | 16.11.1935 — 07.12.2013 | Бригадир монтажников Челябинского строительно-монтажного управления треста «Коксохиммонтаж» Министерства монтажных и специальных строительных работ СССР                                                                         | 31.05.1984      | [ ГС 237 ] |
| 268        | Мацковский Абрам Аронович               | 20.07.1917 — 12.11.1978 | Председатель колхоза «Победа» Барановичского района Брестской области | 27.12.1976      | [ ГС 238 ] |
| 269        | Мачавариани Аслан Николаевич            | 1900 — ????             | Звеньевой колхоза имени Орджоникидзе Обчинского сельсовета Маяковского района Грузинской ССР | 09.08.1949      | [ ГС 239 ] |
| 270        | Мачавариани Тариел Константинович       | 1905 — ????             | Заведующий отделом сельского хозяйства Орджоникидзевского района Грузинской ССР | 09.08.1949      | [ ГС 240 ] |
| 271        | Мачикунас Миколас Пятро                 | 1908 — ????             | Станочник Ионавского мебельного комбината Министерства лесной, целлюлозно-бумажной и деревообрабатывающей промышленности СССР, Литовская ССР                                                                                     | 17.09.1966      |            |
| 272        | Мачитадзе Василий Георгиевич            | 1903 — ????             | Звеньевой колхоза имени Орджоникидзе сельсовета 2 Обча Маяковского района Грузинской ССР | 05.09.1950      | [ ГС 241 ] |
| 273        | Мачнев Пётр Прокопьевич                 | 04.06.1928 — 07.05.2010 | Бригадир каменщиков строительно-монтажного треста № 11 Министерства промышленного строительства СССР, гор. Куйбышев | 05.04.1971      | [ ГС 242 ] |
| 274        | Мачула Владимир Иванович                | 15.08.1929 — 20.09.1997 | Директор Воронежского завода горно-обогатительного оборудования производственного объединения «Рудгормаш» Министерства тяжёлого и транспортного машиностроения СССР                                                              | 10.06.1986      | [ ГС 243 ] |
| 275        | Мачутадзе Айше Хайдаровна               | 1929—2000               | Колхозница колхоза имени Сталина Батумского района Аджарской АССР | 29.08.1949      | [ ГС 244 ] |
| 276        | Мачутадзе Сабрие Ахмедовна              | 1927—2007               | Колхозница колхоза имени Сталина Батумского района Аджарской АССР | 29.08.1949      | [ ГС 245 ] |
| 277        | Мачюкинас Витаутас Юлионович            | род. 1931               | Капитан среднего рыболовного траулера № 36 базы активного морского лова, Литовская ССР | 11.08.1960      |            |
| 278        | Машаков Ата                             | 1913 — ????             | Бригадир колхоза имени Сталина Безмеинского сельсовета Ашхабадского района Ашхабадской области | 17.06.1949      |            |
| 279        | Машанейшвили Мария Дианозовна           | 1913 — ????             | Колхозница колхоза поселка Маяковский Маяковского района Грузинской ССР | 02.04.1966      | [ ГС 246 ] |
| 280        | Машарипов Матназар                      | 1907 — ????             | Председатель колхоза имени Молокова Турткульского района Кара-Калпакской АССР | 11.01.1957      | [ ГС 247 ] |
| 281        | Машарипова Рейма                        | 1920 — ????             | Бригадир хлопководческой бригады колхоза имени Ленина Ташаузского района Ташаузской области | 07.03.1960      | [ ГС 248 ] |
| 282        | Машера Иван Михайлович                  | род. 08.05.1926         | Монтажник Дрогобычского управления треста «Промхимсантехмонтаж» Министерства монтажных и специальных строительных работ Украинской ССР, Львовская область                                                                        | 07.05.1971      |            |
| 283        | Машеров Пётр Миронович                  | 13.02.1918 — 04.10.1980 | Кандидат в члены Политбюро ЦК КПСС, первый секретарь ЦК Компартии Белоруссии, гор. Минск | 10.02.1978      | [ ГС 249 ] |
| 284        | Машина Брония Николаевна                | 08.03.1921 — 09.06.2015 | Звеньевая виноградарского совхоза «Судак» Министерства промышленности продовольственных товаров СССР, Судакский район Крымской области                                                                                           | 22.02.1955      | [ ГС 250 ] |
| 285        | Машина Надежда Ивановна                 | 1916—1971               | Бригадир колхоза «Память Ленина» Новосергиевского района Оренбургской области | 23.06.1966      | [ ГС 251 ] |
| 286        | Маширапова Тургун                       | род. 1928               | Бригадир хлопководческой бригады Киргизской опытной станции по хлопководству, Кара-Суйский район Ошской области | 14.12.1972      | [ ГС 252 ] |
| 287        | Машихин Николай Дмитриевич              | 07.04.1921 — 15.04.1999 | Директор племзавода «Большемурашкинский» Большемурашкинского района Горьковской области | 08.04.1971      | [ ГС 253 ] |
| 288        | Машкин Фёдор Иванович                   | 19.02.1930 — 06.03.2002 | Первый секретарь Стерлитамакского райкома КПСС, Башкирская АССР | 23.02.1981      | [ ГС 254 ] |
| 289        | Машковский Михаил Давыдович             | 01.03.1908 — 04.06.2002 | Заведующий лабораторией Всесоюзного научно-исследовательского химико-фармацевтического института имени Серго Орджоникидзе, академик Академии медицинских наук СССР, гор. Москва                                                  | 30.04.1991      | [ ГС 255 ] |
| 290        | Машковцева Антонина Алексеевна          | 10.12.1937 — 16.02.2015 | Доярка совхоза «Костромской» Холмского района Сахалинской области | 22.03.1966      | [ ГС 256 ] |
| 291        | Машуров Анатолий Петрович               | 02.02.1939 — 25.07.1996 | Начальник строительно-монтажного поезда № 571 треста «Ленабамстрой» Министерства транспортного строительства СССР, Иркутская область                                                                                             | 25.10.1984      | [ ГС 257 ] |
| 292        | Машьянов Николай Порфирьевич            | 06.08.1925 — 09.1997    | Директор Норильского горно-металлургического комбината имени А. П. Завенягина Министерства цветной металлургии СССР, Красноярский край                                                                                           | 30.03.1971      | [ ГС 258 ] |
| 293        | Маяков Григорий Архипович               | 03.02.1912 — 04.04.1983 | Бригадир портовых рабочих Находкинского морского торгового порта Министерства морского флота СССР, Приморский край | 09.08.1963      | [ ГС 259 ] |
| 294        | Маят Валентин Сергеевич                 | 17.10.1903 — 23.10.2004 | Заведующий кафедрой госпитальной хирургии 2-го Московского медицинского института, главный хирург Четвёртого Главного управления при Министерстве здравоохранения СССР, доктор медицинских наук                                  | 17.02.1969      | [ ГС 260 ] |
| 295        | Маяцкий Константин Николаевич           | 1892 — ????             | Заведующий фермой колхоза имени Будённого Апанасенковского района Ставропольского края | 05.08.1948      | [ ГС 261 ] |

| Навигационная таблица | Навигационная таблица |
| --------------------- | --------------------- |
| «М»                   | Маады — Макушев       |
| «М»                   | Малай — Манякин       |
| «М»                   | Мараев — Маяцкий      |
| «М»                   | Мгеладзе — Мжавия     |
| «М»                   | Мигаев — Мищихин      |
| «М»                   | Мкртычян — Мощенков   |
| «М»                   | Мравинский — Мячин    |